# 드랑기아나
드랑기아나(그리스어: Δραγγιανή)는 아케메네스 제국의 역사적인 지역이었다. 현재의 아프가니스탄, 파키스탄과 동이란의 일부이다. 그곳은 이란 종족들이 거주하였는데 그들을 그리스인들은 사랑기안 또는 드랑기안이라 하였다. 드랑기안은 다른 이란인 메데스에 의해 굴복되었다. 그 후 키루스 대왕에 의해 병합되었다. 헤로도투스에 따르면 다리우스 1세의 치세 동안 드랑기안은 우티안, 타마나에아, 미키와 같은 행정구역에 배치되었다. 기원전 330년 이 지역은 알렉산더 대왕에 의해 정복되었다.